# Cayo Paiclá
Cayo Paiclá, es el nombre de una isla venezolana, ubicada en el Parque nacional Morrocoy, al occidente de ese país suramericano y que administrativamente es parte del Estado Falcón, es un lugar ideal para niños, ya que el agua se va haciendo profunda gradualmente, tiene restaurante, palmeras y es de tamaño medio, es una de las islas más cercanas a los puertos de Morrocoy y Tucacas. Es uno de los cayos más cercanos del parque.
Está ubicado justo al noreste del cayo Las Ánimas. Específicamente, se trata de la parte austral del cayo donde también se ubican Playa Mero, Playuela y Playuelita, estas últimas las más septentrionales y aledañas a Boca Seca. Cabe destacar que aun siendo parte del mismo islote, el acceso entre estas playas solo es posible por vía marítima.

## Véase también

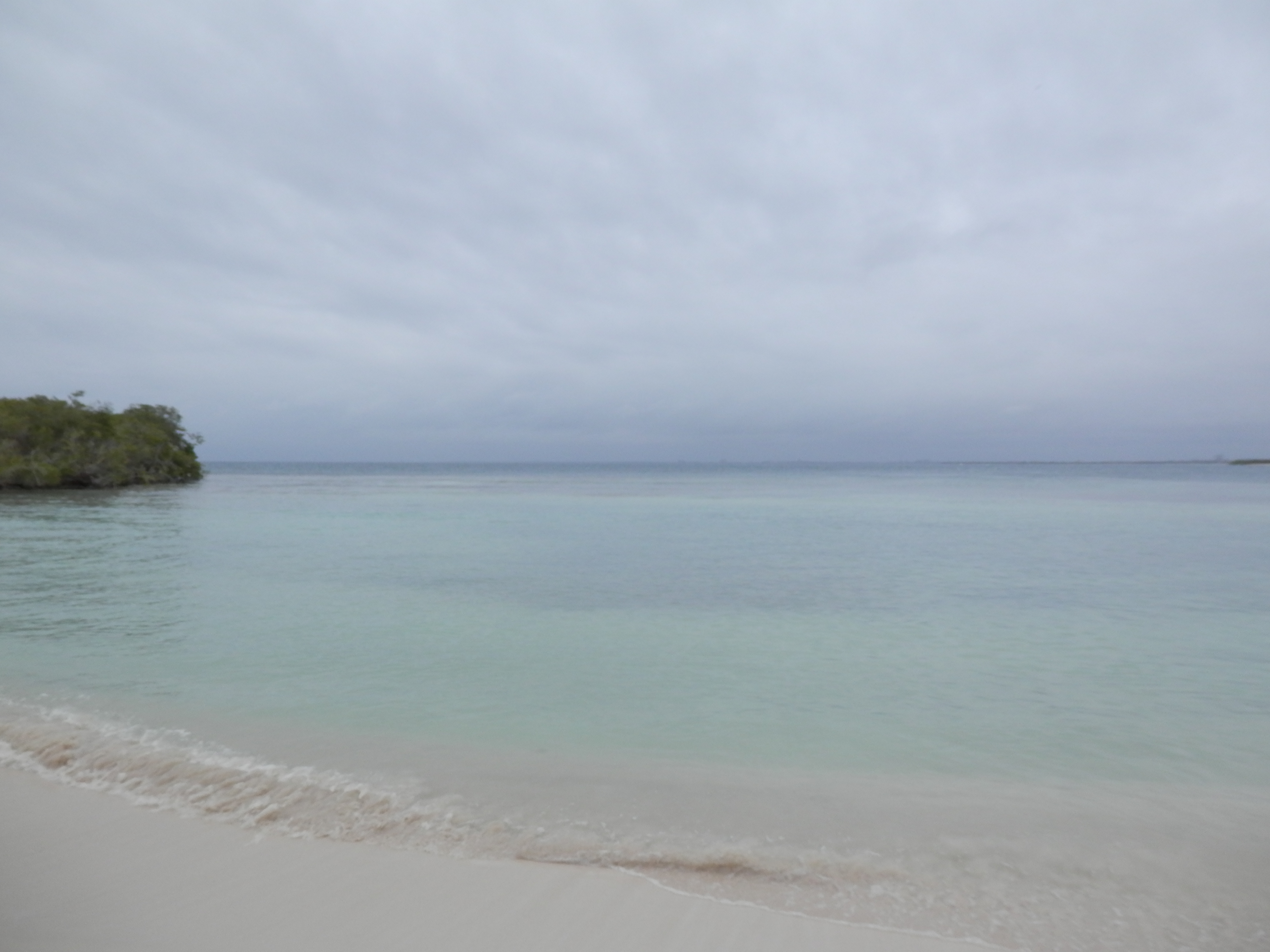
Otra vista